# Wang Meng
Wang Meng (kin. 王濛; pinyin: Wáng Méng) (Qitaihe, Heilongjiang, Kina, 10. travnja 1985.) je kineska brza klizačica na kratkim stazama. S četiri osvojene zlatne medalje te po jednom srebrnom i brončanom medaljom na Olimpijadi, smatra se najboljim kineskim sportašem na Zimskim olimpijskim igrama. Na svojim prvim Zimskim olimpijskim igrama u Torinu 2006., osvojila je zlato u disciplini brzog klizanja na 500 metara, srebro na 1000 metara i broncu na 1500 metara.
Na Zimskim olimpijskim igrama u Vancouveru 2010. osvojila je tri zlata na 500 i 1000 metara te na štafeti od 3000 metara. Na Svjetskim prvenstvima je dosad osvojila 16 zlatnih medalja (uključujući momčadske medalje i medalje dodijeljene prema ukupnom učinku).
Wang Meng smatra se jednom od najdominantnijih brzih klizačica na kratkim stazama svih vremena.

## Počeci
Wang Meng počela se baviti brzim klizanjem na kratkim stazama 1994. u dobi od devet godina. Njezin spotski uzor je engleski nogometaš David Beckham.

## Olimpijske igre

### OI 2006. Torino
| Torino 2006. Finale - 500 m | Torino 2006. Finale - 500 m | Torino 2006. Finale - 500 m |
| RANG                        | Natjecatelj                 | Vrijeme                     |
| --------------------------- | --------------------------- | --------------------------- |
|                             | Wang Meng                   | 0:44,345                    |
|                             | Evgenija Radanova           | 0:44,374                    |
|                             | Anouk Leblanc-Boucher       | 0:44,759                    |

| Torino 2006. Finale - 1000 m | Torino 2006. Finale - 1000 m | Torino 2006. Finale - 1000 m |
| RANG                         | Natjecatelj                  | Vrijeme                      |
| ---------------------------- | ---------------------------- | ---------------------------- |
|                              | Jin Sun-Yu                   | 1:32,859                     |
|                              | Wang Meng                    | 1:33,079                     |
|                              | Yang Yang                    | 1:33,937                     |

| Torino 2006. Finale - 1500 m | Torino 2006. Finale - 1500 m | Torino 2006. Finale - 1500 m |
| RANG                         | Natjecatelj                  | Vrijeme                      |
| ---------------------------- | ---------------------------- | ---------------------------- |
|                              | Jin Sun-Yu                   | 2:23,494                     |
|                              | Choi Eun-Kyung               | 2:24,069                     |
|                              | Wang Meng                    | 2:24.469                     |

### OI 2010. Vancouver
Na Zimskim olimpijskim igrama u Vancouveru 2010., Wang Meng smatrana je najvećim favoritom u ženskom brzom klizanju. Na utrci na 500 metara osvojila je zlato. Na samoj utrci bila je previše dominantna za svoje protivnike. U finalu je vodila od početka do kraja, ostavljajući preveliku udaljenost od svojih protivnika. Također na utrkama od 500 metara, Wang Meng je postavila tri olimpijska rekorda.
Na utrci na 1500 metara napravila je pogrešku te je odletjela u zaštitnu ogradu. Međutim, sportašica se "vraća" na utrkama na 3000 metara štafeta i 1000 metara individualno, gdje osvaja zlato.
S tri osvojena zlata na ZOI 2010. u Vancouveru smatra se najuspješnijim kineskim olimpijcem na Zimskim olimpijadama.
| Vancouver 2010. Finale - 500 m | Vancouver 2010. Finale - 500 m | Vancouver 2010. Finale - 500 m |
| RANG                           | Natjecatelj                    | Vrijeme                        |
| ------------------------------ | ------------------------------ | ------------------------------ |
|                                | Wang Meng                      | 0:43,048                       |
|                                | Marianne St-Gelais             | 0:43,707                       |
|                                | Arianna Fontana                | 0:43,804                       |

| Vancouver 2010. Finale - 1000 m | Vancouver 2010. Finale - 1000 m | Vancouver 2010. Finale - 1000 m |
| RANG                            | Natjecatelj                     | Vrijeme                         |
| ------------------------------- | ------------------------------- | ------------------------------- |
|                                 | Wang Meng                       | 1:29,213                        |
|                                 | Katherine Reutter               | 1:29,324                        |
|                                 | Park Seung-Hi                   | 1:29,379                        |

| Vancouver 2010. Finale - 3000 m štafeta | Vancouver 2010. Finale - 3000 m štafeta                      | Vancouver 2010. Finale - 3000 m štafeta |
| RANG                                    | Natjecatelj                                                  | Vrijeme                                 |
| --------------------------------------- | ------------------------------------------------------------ | --------------------------------------- |
|                                         | Sun Linlin Wang Meng Zhang Hui Zhou Yang                     | 4:06,610                                |
|                                         | Jessica Gregg Kalyna Roberge Marianne St-Gelais Tania Vicent | 4:09,137                                |
|                                         | Allison Baver Alyson Dudek Lana Gehring Katherine Reutter    | 4:14,081                                |

## Vanjske poveznice
- Biografija sportašice[neaktivna poveznica]
- NBC Olympics.com  Arhivirana inačica izvorne stranice od 17. lipnja 2006. (Wayback Machine)